# Imoto Takashi
Takashi Imoto (sinh ngày 29 tháng 9 năm 1976) là một cầu thủ bóng đá người Nhật Bản.

## Sự nghiệp câu lạc bộ
Takashi Imoto đã từng chơi cho Mito HollyHock.